# Eragrostis advena
Eragrostis advena är en gräsart som först beskrevs av Otto Stapf, och fick sitt nu gällande namn av Sylvia Mabel Phillips. Eragrostis advena ingår i släktet kärleksgrässläktet, och familjen gräs. Inga underarter finns listade i Catalogue of Life.